# Jessica Palmer
Jessica Palmer (* 1. November 1987) ist eine US-amerikanische Skeletonpilotin.
Jessica Palmer begann 2002 mit dem Skeletonsport und gehört seit 2003 dem Nationalteam der USA an. 2003 trat sie erstmals bei US-Meisterschaften an und wurde Zehnte. Im Dezember 2003 gab sie ihr Debüt im America’s Cup und wurde in Park City Elfte und Neunte. Im Januar des folgenden Jahres gewann sie die Skeleton-Nordamerikameisterschaft. In der Saison 2004/05 fuhr sie erfolgreich im America’s Cup, wurde unter anderem zweimal Zweite in Park City und Dritte der Gesamtwertung. In der Saison 2006/07 erreichte sie sogar den zweiten Gesamtrang hinter Anne O’Shea und gewann jeweils ein Rennen in Calgary und Park City.